# Touro mecânico

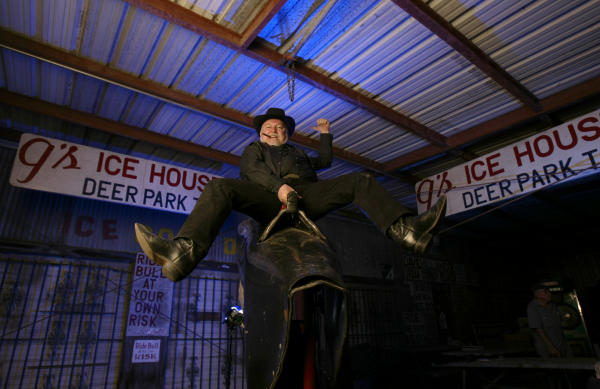
Gator Conley sobre um touro mecânico

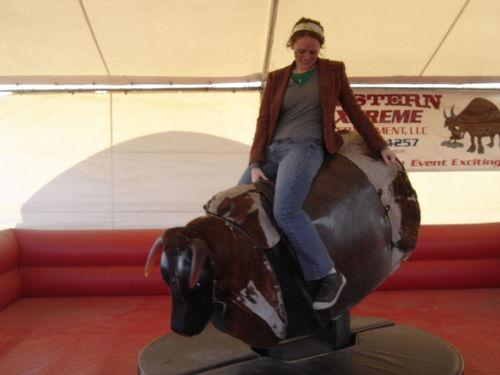
Uma mulher em um touro mecânico

Um touro mecânico é uma máquina de diversão e de treinamento que simula a sensação de estar sobre um touro ou cavalo de rodeio. Foi popularizado por Sherwood Cryer. É acionado por um motor elétrico que produz níveis variáveis de velocidade. Geralmente são instalados em torno do touro, um cercado contendo espuma, colhão ou outro material para absorver os eventuais impactos sofrido pelos usuários para prevenir acidentes.

## História
Touros mecânicos possuem uma existência de décadas no cenário dos rodeios, seu uso remonta a década de 1920 como um equipamento de treinamento e condicionamento físico para os peões se adaptarem aos coices e empinadas dos animais, evitando assim gerar estresse ou causar danos a um animal vivo durante os treinos. Alguns bares e estabelecimentos que eram frequentados por peões e caubóis, adaptaram essas máquinas para entretenimento dos usuários. Posteriormente, seu uso começou em parques, estabelecimentos e shows de rodeios.
O touro mecânico como dispositivo de entretenimento ganhou popularidade após o filme Urban Cowboy. Neste filme John Travolta e Debra Winger demonstraram as técnicas da montagem mecânica. Nos Estados Unidos, o termo Bucking bronco ou bronc cowboy é uma gíria para designar cavalos que arremessam os caubóis.

## Operação
Um controle por parte do operador permite aumentar a velocidade do touro gradualmente, iniciar ou para a atividade. O operador tem papel fundamental na proteção e segurança do usuário. Por isso é fundamental o profissional seja treinado e habilidoso nessa atividade. 

## Segurança
Acidentes graves com touro mecânico são relativamente raros, existe uma variedade de formas que uma pessoa pode se acidentar nessa prática. Os principais acidentes e ferimentos são causados por quedas no solo, impactos contra o corpo da máquina ou impactos com o próprio movimento do corpo do usuário.  Em 2003 um homem de 28 anos ficou paralítico após se acidentar em um touro mecânico durante uma exposição. Ele processou a empresa em cerca de 50 milhões de dólares devido aos danos, e argumentou principalmente que não foi observado nenhuma placa de alerta sobre possíveis queda e também não foi fornecido nenhum equipamento para proteção Devido esse risco, diversas jurisdições aplicaram normas de segurança para a prática segura. 
Entretanto, alguns mecanismo presente nos touros mecânico diminui os riscos de quedas graves, como aplicação de airbags, proteções em torno do touro, uso de capacete e outras proteções como neckguard (protetor de pescoço).